# (11421) Cardan
(11421) Cardan, désignation internationale (11421) Cardano, est un astéroïde de la ceinture principale.

## Description
(11421) Cardan est un astéroïde de la ceinture principale. Il fut découvert par Paul G. Comba le 10 juin 1999 à Prescott. Il présente une orbite caractérisée par un demi-grand axe de 3,16 UA, une excentricité de 0,157 et une inclinaison de 3,18° par rapport à l'écliptique.
Il fut nommé en hommage à Jérôme Cardan (1501-1576), prototype de l'homme de la Renaissance, physicien, mathématicien, astrologue, inventeur et parieur, premier à publier la solution aux équations du 3e et du 4e degré, et à donner un exemple de calcul systématique de probabilités dans le cadre des jeux de hasard.

## Compléments